# Jamestown (Virginie)
Pour les articles homonymes, voir Jamestown.
Jamestown était un ancien village colonial de Virginie, fondé le 14 mai 1607 sur une île de la rive gauche de la James River, située à une cinquantaine de kilomètres de la baie de Chesapeake, au niveau de l'actuelle ville de Williamsburg, sur la côte est des États-Unis.
Ce village aujourd'hui disparu fut la première colonie britannique permanente sur le continent américain, une ancienne implantation à Roanoke ayant disparu dans des circonstances mystérieuses. Le cours d'eau et la ville tirent leur nom du roi Jacques Ier d'Angleterre (James en anglais) qui venait de monter sur le trône d'Angleterre en 1603.
Trois navires (Susan Constant, Godspeed, Discovery) commandés par le capitaine John Smith avec 104 hommes à leur bord, arrivèrent à l'emplacement de Jamestown le 14 mai 1607. Le 26 mai, les Amérindiens Paspegh attaquèrent les colons, tuèrent une personne et en blessèrent onze autres. L'hiver 1609-1610 fut particulièrement rude pour les colons touchés par la famine dont 80 % moururent alors. Les archéologues ont mis au jour des pratiques de cannibalisme pendant cette « ère de la faim »,,.
Le village devient connu au XXIe siècle pour avoir accueilli les rescapés noirs de 1619 en Virginie, célébrés par le "Projet 1619", même si pendant son premier siècle d'existence, la Virginie n'accueillit pas de navire négrier. Le 20 août 1619, un corsaire hollandais y séjourna un mois pour des réparations et laissa une vingtaine de passagers noirs, principalement des femmes, pris sur un navire négrier espagnol qui devait en amener 350 au Mexique, dont près de la moitié étaient déjà décédés. Les historiens ont établi que ceux débarqués à Jamestown se sont vus appliquer le statut juridique d'« engagés » et non d'esclaves.
Le 22 mars 1622, après l'arrivée du Baron De La Warr, les relations se détériorent avec les indiens Powhatans, qui attaquèrent la ville, tuant 347 colons (le quart de la population), lors des guerres anglo-powhatans. Ce conflit dura jusqu'à ce que Samuel Argall capture Matoaka la fille de Wahunsenacawh, plus connue sous le nom de Pocahontas, après quoi le chef accepta un traité de paix.
Les 400 ans de Jamestown ont été célébrés du 11 au 13 mai 2007. C'est le plus ancien établissement de colonisation anglaise permanente des États-Unis actuels, mais n'est pas la plus ancienne ville, puisque le site fut abandonné au XVIIIe siècle au profit d'un endroit plus approprié pour la capitale de l'État de la Virginie.

## Colonisation
Bien que l'Espagne, le Portugal et la France aient agi rapidement pour établir leur présence dans le Nouveau Monde, d'autres pays européens furent un peu moins hâtifs. C'est seulement plusieurs décennies après les explorations de Jean Cabot que les Anglais tentèrent de fonder des colonies. Les premiers essais furent bien souvent des échecs, notamment la colonie de Roanoke qui disparut totalement vers 1590.

### Arrivée et commencement (1607-1608)

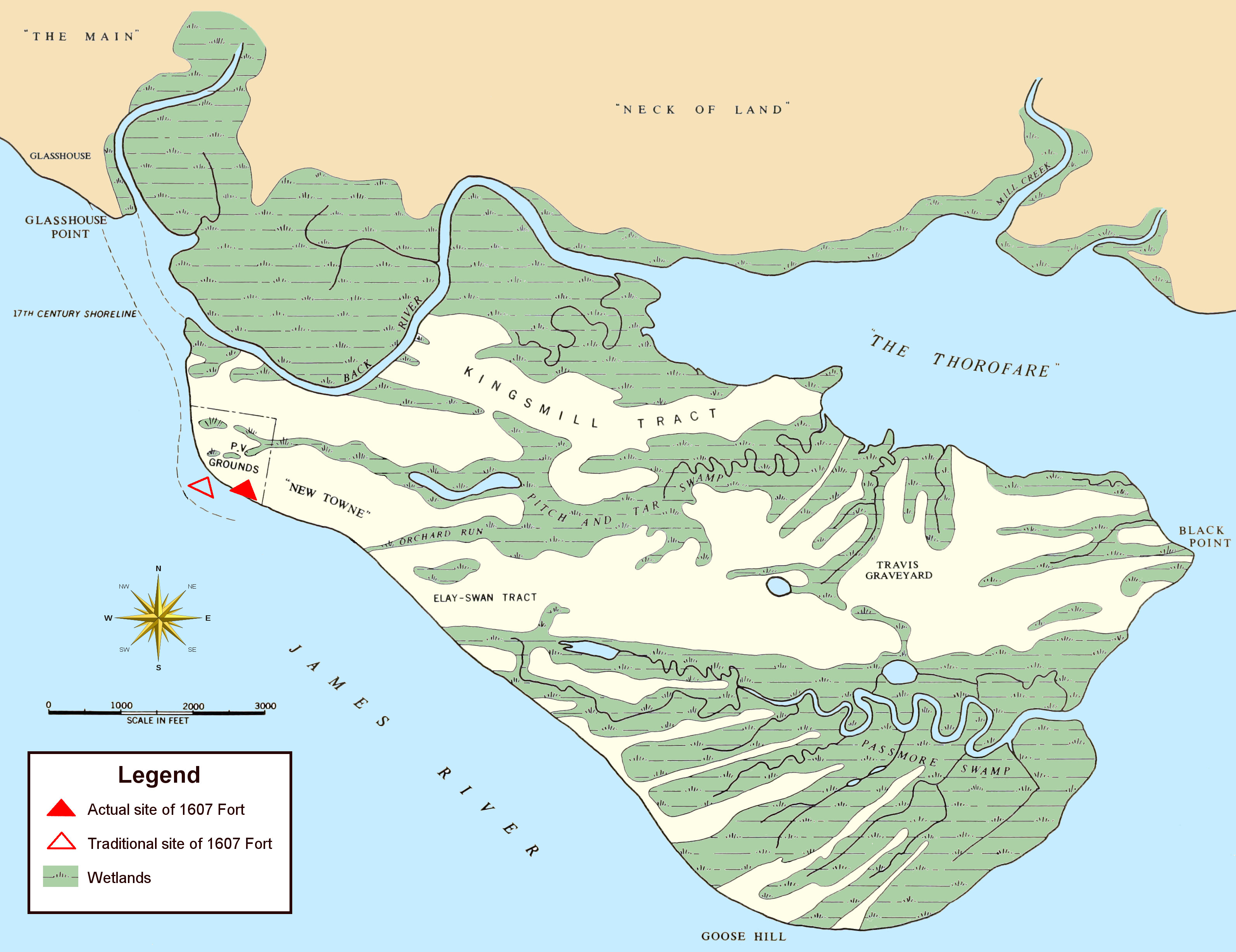
Carte de l'île de Jamestown, révélant le terrain ainsi que l'emplacement du fort original de 1607.

À la fin de l'année 1606, un groupe d'Anglais prit le large en direction du Nouveau Monde pour y installer une colonie au nom de la Virginia Company of London. Trois vaisseaux composaient la flotte : le Susan Constant, le Discovery, et le Godspeed, sous la direction du capitaine Christopher Newport. Après un voyage de cinq mois particulièrement long comprenant une halte aux Îles Canaries, et plus tard Porto Rico, ils partirent finalement vers les terres américaines le 10 avril 1607. L’expédition mit pied à terre le 26 avril 1607 au niveau du Cap Henry, nommé ainsi en l'honneur de l'un des deux fils du roi. Suivant la décision de trouver un endroit plus sûr, ils explorèrent ce qui est désormais connu sous le nom de Hampton Roads et suivirent une embouchure dans la baie de Chesapeake qu'ils nommèrent James en l'honneur de leur roi, Jacques Ier d'Angleterre.
Le 14 mai 1607, le capitaine Edward Maria Wingfield, élu président du conseil d'administration le 25 avril, choisit un pan de terre sur une grande péninsule retirée d'environ 40 miles (64 km) à l'intérieur des terres pour en faire un emplacement de premier choix pour un village fortifié. L'endroit était stratégique puisqu'il offrait une bonne visibilité ainsi que la profondeur d'eau nécessaire pour que les bateaux à quai soient suffisamment proches de la terre (permettant ainsi de construire les jetées et les quais nécessaires à l'établissement de la colonie). Mais l'avantage certain pour les Anglais était que le site n'était pas particulièrement proche des tribus indiennes établies en Virginie. En effet, le site leur paraissait trop pauvre et éloigné pour l'agriculture, l'île étant de surcroît marécageuse, isolée, offrait peu d'espace et était en proie aux moustiques. Pour finir, l'eau saumâtre des rivières marécageuses était impropre à la consommation.

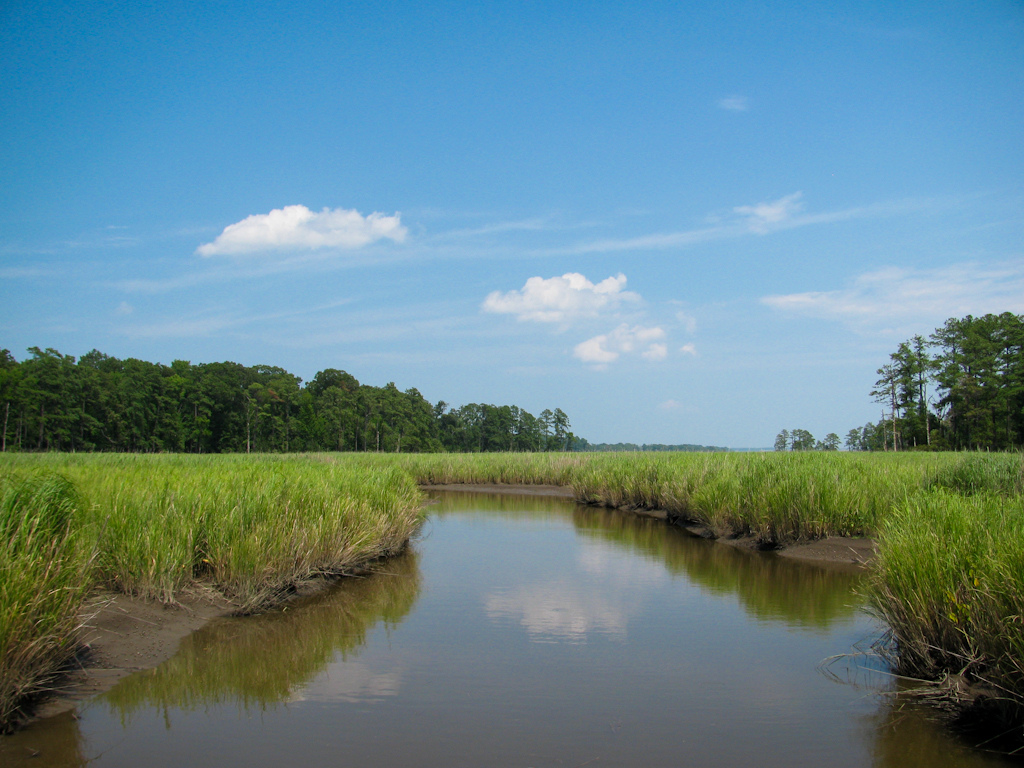
L'île de Jamestown est parcourue de marais. Ces grandes zones humides sont un terrain parfait pour la prolifération de moustiques.

En plus de l'environnement marécageux, les colons sont arrivés trop tard dans l'année pour planter et obtenir des récoltes. Une majeure partie du groupe était composée d'hommes bien placés dans la société qui étaient peu habitués au travail manuel, et  de leurs serviteurs qui eux aussi étaient peu habitués à fournir l'effort nécessaire pour fonder une colonie viable. L'un d'eux était Robert Hunt, un ancien vicaire de Reculver, en Angleterre, qui «célébra probablement le premier service connu de l'action de grâce dans ce qui est aujourd'hui les États-Unis d'Amérique à Jamestown, le 21 juin 1607 ». En quelques mois, cinquante et un hommes étaient morts ; certains survivants désertèrent pour rejoindre les indiens dont les terres avaient été colonisées. Les amérindiens de Virginie avaient déjà établi des colonies bien avant que les colons anglais ne soient arrivés, et il y avait approximativement 14 000 indigènes dans la région connus sous le nom de Tsenacommacah, qui parlaient une langue algonquienne. Ils formaient la Confédération Powhatan, dirigé par leur chef suprême appelé Wahunsenacawh, ou "Chef Powhatan". Wahunsenacawh tenta dans un premier temps de réinstaller les colons anglais de Jamestown, considérés comme faisant partie du territoire Paspahegh, à un autre endroit connu sous le nom de Capahosick, où ils feraient des outils en métal pour lui en tant que membres de sa confédération, mais cela ne s'est jamais produit. Les premiers explorateurs avaient été accueillis par les Indiens avec des danses, des festins et des cérémonies.

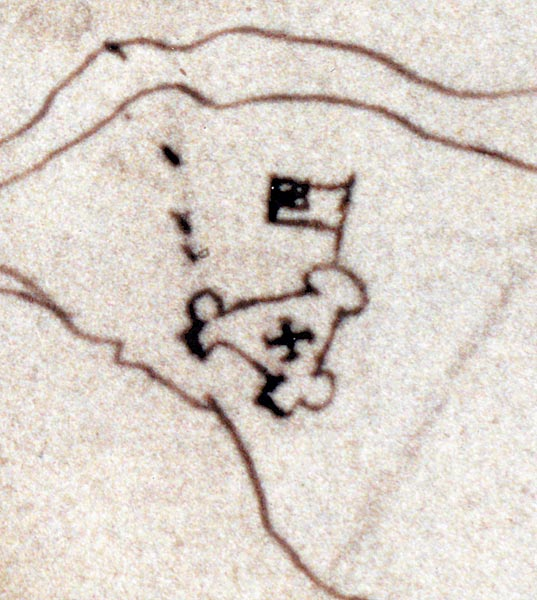
Détail de la carte réalisée par Pedro de Zúñiga y de la Cueva, représentant le fort vers 1608.

Deux-tiers des colons moururent avant l'arrivée de navires apportant des fournitures ainsi que des artisans allemands, polonais et slovaques l'année suivante en 1608, afin d'aider à l'établissement des premières manufactures de la colonie. Bien que la colonie reçût certaines fournitures en 1608 grâce au premier et au second approvisionnement réalisés par le capitaine Christopher Newport, il semblait certain à ce moment que sans un effort majeur de la part des colons, la colonie de Jamestown subirait le même destin que deux autres colonies ayant auparavant échoué à survivre à leur établissement en Amérique du Nord : les colonies de Roanoke et de Popham. Les Allemands arrivés lors du deuxième approvisionnement ainsi que quelques autres s'allièrent aux Powhatans. Ils eurent même l'intention de rejoindre une supposée attaque menée par les Espagnols contre la colonie et prièrent les Powhatans de les rejoindre. Les Espagnols furent contrés par l'arrivée providentielle du capitaine anglais Samuel Argall à bord du Mary and John, un navire plus imposant que le navire de reconnaissance espagnol,  La Asunción de Cristo. Les investisseurs de la Virginia Company of London s'attendaient à récolter les fruits de leurs investissements spéculatifs. Avec le deuxième approvisionnement, ils exprimèrent leur mécontentement et s'en référèrent aux dirigeants de Jamestown sous forme écrite. Ils exigèrent expressément que les colons renvoient des biens de valeur suffisante pour payer les coûts du voyage, de l'or, l'assurance de la découverte des mers du sud, ainsi qu'un membre de la colonie perdue de Roanoke. Le capitaine John Smith, qui était aussi troisième membre du conseil, prit la responsabilité de renvoyer une réponse aux investisseurs londoniens afin de leur ouvrir les yeux sur la nécessité d'avoir davantage d'artisans et d'ouvriers afin de rendre Jamestown autonome et autosuffisante s'ils veulent à terme pouvoir produire des biens de valeur.

### Ère de la Faim et troisième approvisionnement  (1609-1610)
Après que John Smith fut forcé de revenir en Angleterre à la suite d'une explosion qui lui laissa de profondes marques de brûlures durant une expédition, la colonie fut menée par George Percy, qui se révéla fort peu compétent dans les négociations avec des tribus amérindiennes.
Les investisseurs londoniens comprirent et partagèrent le message qui leur fut envoyé par John Smith. Le troisième approvisionnement de 1609 était de loin le plus imposant ainsi que celui fournissant le meilleur équipement. Ils avaient aussi un nouveau navire-amiral construit pour cette occasion nommé le Sea Venture, placé aux commandes de l'expérimenté Christopher Newport.

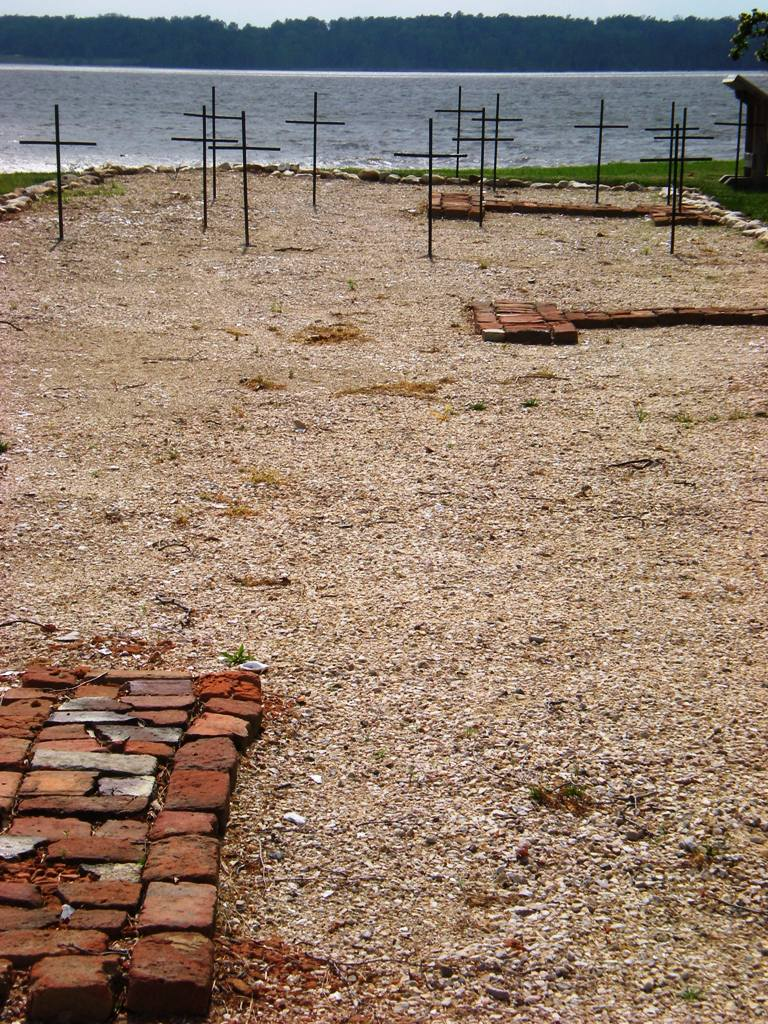
Tombes découvertes à Jamestown par les archéologues.

Le 2 juin 1609, le Sea Venture prit la mer depuis Plymouth en tant que vaisseau-amiral d'une flotte de sept navires (y compris deux pinnaces) à destination de Jamestown afin de répondre au troisième approvisionnement. 214 colons embarquèrent pour cette traversée. Le 24 juillet, la flotte traversa une forte tempête, probablement un ouragan, et les navires furent éparpillés. Bien que certains arrivassent à Jamestown, c'est à bord du Sea Venture que se trouvaient la plupart des fournitures et du corps décisionnaire. Le Sea Venture résista à trois jours de tempête avant que l'amiral de la compagnie, Sir George Somers, décidât de l'emmener vers les récifs des Bermudes afin d'éviter que le bâtiment ne coule. Ceci permit à tout l'équipage de débarquer sain et sauf.
Les survivants, (y compris le lieutenant-général Sir Thomas Gates, le capitaine Christopher Newport, Sylvester Jordain, Stephen Hopkins ensuite passager du Mayflower, et le secrétaire William Strachey) furent bloqués aux Bermudes pendant environ neuf mois. Durant ce temps, ils construisirent deux nouveaux vaisseaux, les pinnasses Deliverance et Patience. Le plan d'origine consistait à construire un seul vaisseau, le Deliverance, mais il devint vite évident qu'il ne serait pas assez imposant pour emmener les colons ainsi que l'ensemble de la nourriture (porc salé) qui étaient rassemblés sur les îles.
Pendant que le troisième approvisionnement était coincé aux Bermudes, la colonie de Jamestown était en mauvaise posture. Durant l'Ère de la Faim de 1609-1610, les colons de Jamestown étaient menacés par la famine faute de provisions suffisantes. Seulement 60 des 214 colons de Jamestown survécurent. Des preuves scientifiques indiquent que les colons ont dû faire preuve de cannibalisme durant l'ère de la faim pour survivre.
Les navires des Bermudes arrivèrent à Jamestown le 23 mai 1610. Beaucoup de ceux qui avaient survécu étaient presque morts, et Jamestown a été jugée non viable. Tout le monde embarqua à bord du Delivrance et du Patience, qui mirent cap vers l'Angleterre.
Cependant, le 10 juin 1610, l'arrivée opportune d'une autre flotte, avec à son bord le gouverneur Thomas West, Baron De La Warr (qui donna ensuite son nom à la colonie du Delaware), rencontra les deux navires alors qu'ils descendaient le long de la rivière James, accorda un sursis à Jamestown. Les colons appelèrent ce jour le Jour de la Providence. La flotte apporta de la nourriture et des fournitures, mais également des hommes. Les colons retournèrent à la colonie, bien qu'il y eût toujours un grand manque de nourriture.
Les relations entre les colons et les indiens Powhatans se détériorèrent rapidement après l'arrivée du Baron De La Warr, menant ainsi au conflit, marqué par le massacre indien de 1622. La guerre anglo-powhatans dura jusqu'à ce que Samuel Argall capture Matoaka la fille de Wahunsenacawh, plus connue sous le nom de Pocahontas, après quoi le chef accepta un traité de paix.

### Croissance commerciale (1610-1624)
La Croissance commerciale de la colonie a lieu sur la période 1612-1622 mais la seconde partie des années 1620 voient arriver trois nouveaux producteurs, la Caroline, Saint Kitts, et la Barbade
Saint Kitts, qui avait une population plus élevée en 1629, avec 3 000 habitants contre 700 à la Barbade, est dépassée assez rapidement. En 1636, quand la communauté française de Saint-Christophe (Saint Kitts) se met à importer des esclaves noirs, la communauté anglaise de la même île continue à faire venir surtout des engagés britanniques. Lancée en 1624, la production de tabac atteint dix tonnes trois ans après, 15 en 1628 et supplante toutes les autres cultures en 1631, générant des pénuries alimentaires qui inquiètent jusqu'à Londres. En 1637, cette culture sera interdite dans la partie française de l'île. Entre 1637 et 1640, la production de tabac de chacune des deux îles est divisée par deux, alors qu'elle représentait respectivement 124 000 et 263 000 livres à la Barbade et à Saint Kitts.
Elle se heurte à une surproduction mondiale du tabac, qui fait chuter les cours du tabac à Londres en janvier 1631, amenant certains à se lancer dans la production de coton, dont les cours baissent à leur tour en 1639, puis d'indigo dont les cours baissent en 1642. La surproduction de tabac devient telle que le 26 mai 1639, les gouverneurs de Saint-Christophe-et-Niévès, Philippe de Longvilliers de Poincy et le capitaine Thomas Warner, signent un décret ordonnant la destruction de tous les plants de tabac, et interdisant d'en planter de nouveaux pendant 18 mois car le marché européen du tabac est submergé et les prix ne sont plus assez rémunérateurs. Plusieurs Anglais fuient la Barbade cette année-là, sous la direction de Robert Flood, pour rejoindre l'île de la Tortue. Ils y restent, faisant venir des amis, quand le Français François Levasseur devient gouverneur en 1640.
Au même moment, de 1630 à 1636, les Hollandais détruisent une grande partie des moulins à sucre du Pernambouc. La guerre d'annexion de ce territoire portugais voit un "grand nombre de moulins partis en fumée"39. La pénurie de sucre qui en découle déclenche une flambée des cours mondiaux.

### L'arrivée d'un corsaire hollandais en 1619

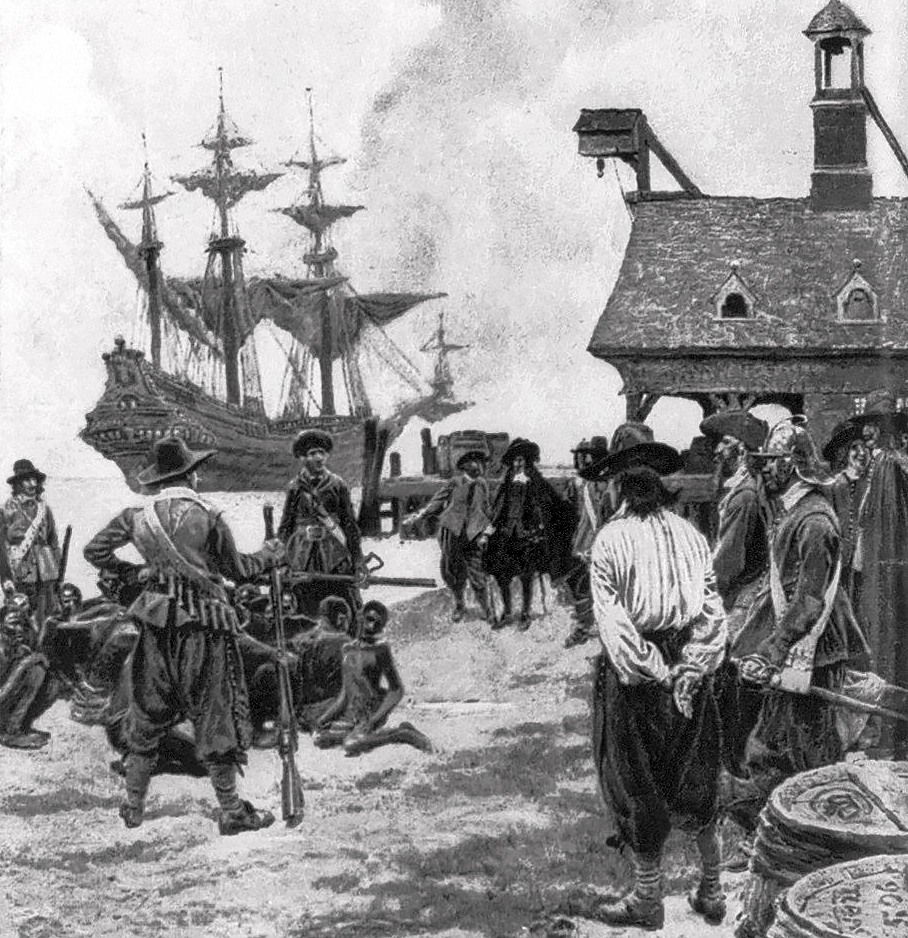
Premier débarquement d'esclaves noirs à Jamestown en 1619, par Howard Pyle.

Le 20 août 1619, le White Lion, navire corsaire hollandais du capitaine John Colyn Jope, débarqua à Point Comfort, lieu-dit de Jamestown, les 20 premiers habitants noirs de Virginie, récupérés sur un navire espagnole qui devait les amener à Véra-Cruz, dans le Sud du Mexique. Les historiens ont établi qu'il leur fut appliqué un statut juridique d'« engagés », déjà utilisé pour les travailleurs blancs.
Le White Lion avait été rejoint dans l'Atlantique par un autre navire corsaire hollandais, Le Trésorier, commandé par Daniel Elfrith, qui est arrivé en Virgine 4 à 5 jours après le White Lion. Ils portaient des lettres de marque, du prince d’Orange pour le White Lion, du Duc de Savoie pour le Trésorier. Les deux corsaires ont attaqué le San Juan Bautista, navire négrier parti de de San Lucar, près de Séville le 12 ou le 13 octobre 1616, et qui a ensuite acheté 200 esclaves à Luanda, sur la côte angolaise, pour les acheminer à Véra Cruz, au Mexique. Le négrier espagnol en avait embarqué en réalité 350, en grande partie des femmes et des enfants, dont 143 sont morts durant le voyage, soit une mortalité de 41%.
Ils avaient probablement été capturés en 1618-1619 en Angola par un raid négrier de « mercenaires Imbangala » africains sous direction portugaise, partis à l'assaut du Royaume de Ndongo, peu après qu'en 1617, le nouveau gouverneur portugais de l'Angola, Luis Mendes de Vasconcelos, ait décidé cette politique qui a fait des milliers de prisonniers, parmi lesquels un nombre disproportionné de femmes et d'enfants.
Le Portugal était en 1618–1619 sous administration espagnole. Luis Mendes de Vasconçelos mena deux assauts successifs contre la population de langue kimbundu et en captura des milliers, de quoi remplir six grands navires négriers entre le 18 juin 1619 et le 21 juin 1620. L'historien Engel Sluiter s'est documenté dans les archives espagnoles sur le navire. Les victimes venaient de la ville d'Angoleme, que les Portugais avaient décrite en 1564 comme habitée par 30000 personnes dans près de 5000 maisons. Une communauté chrétienne de langue kimbundu existait en Angola en 1619. Les habitants avaient leur propre religion, mais beaucoup avaient eu des contacts avec les missionnaires jésuites arrivés avec les Portugais en 1575.
Les deux corsaires ont embarqué 50 à 60 des 200 survivants africains à bord du San Juan Bautista, qu'ils se sont partagés. Les corsaires évitaient en général d'abimer les navires attaqués mais celui-ci a subi des dommages sérieux. Ainsi, après l'attaque hollandaise, son capitaine Manuel Méndez de Acuña, a ordonné une escale à la Jamaïque espagnole, où il a dû vendre 24 enfants, les séparant de leurs parents, et transférer les 123 restants sur la frégate Santa Ana, du capitaine Roderigo de Escobar, finalement arrivée à Vera Cruz le 30 août 1619.
Le lieu de l'attaque n'est pas connu. Le musée de Hampton a émis l'hypothèse de la proximité des côtes mexicaine de Vera Cruz, car ils cherchaient probablement à attaquer des navires transportant or et argent avant le départ de La Havane du traditionnel convoi d'été les amenant en Europe, la Flotte des Indes, mais c'est contradictoire avec le fait que le négrier ait transféré ensuite les esclaves restants sur un autre navire à la Jamaïque espagnole, qui rend plus probable une attaque visant à l'origine un navire s'y ralliant entre Saint-Domingue et Cuba.
« Sévèrement abimé » lui aussi dans le combat naval contre le négrier espagnol, le White Lion a ensuite été obligé de prendre la direction de la côte américaine et en chemin fut « encore plus endommagé » par une « violente tempête » dans la zone atlantique, qui le place dans « une situation critique »  avec la nécessité de « réparations majeures ». Le texte de John Rolfe, secrétaire de la colonie note que les Hollandais étaient en "grand besoin" alimentaire et que c'est le gouverneur de Jamestown qui a pris en charge la vingtaine de passagers noirs. John Pory, le successeur de John Rolfe comme secrétaire de la colonie a indiqué que le White Lion, qui s'était aussi emparé de céréales sur le négrier espagnol, a dû séjourner un mois dans la colonie.
Le Trésorier, commandé par Daniel Elfrith est arrivé quelques jours plus tard. Les résidents de Hampton refusèrent de l'approvisionner . Son capitaine a fait l'objet de plusieurs enquêtes pour corruption et commerces illégaux et il partit précipitamment aux Bermudes.
En mars 1620, 32 Africains vivaient en Virginie, débarqués des deux navires corsaires, dont la majorité sous le contrôle des deux dirigeants de la colonie, Sir George Yeardley et Abraham Peirsey. Sur les 32, 17 étaient de sexe féminin. Mais ils n'étaient plus 21 en février 1624, dont deux enfants nés sur place.
Six Africains vivant en Virginie en 1625 n'étaient pas venus par les deux corsaires hollandais mais par trois autres bateaux différents. Les archives gardent aussi la trace John Phillip, un "marin noir libre", présent dans la colonie en 1624 et d'un couple de Noirs affranchis probablement venus de Luanda, Anthony et Mary Johnson, propriétaire de terre à Jamestown en 1645. Sur les sept procédures lancées au cours des décennies suivantes par des Noirs voulant prouver qu'ils étaient des engagés, six ont été perdues faute de traces écrites ou parce que les plaignants ne pouvaient prouver leur âge, requis par une loi votée en 1643. Parmi ceux apportés en 1619, beaucoup n'avaient pas de nom.
La plaque commémorant leur arrivée en 1619 précise qu'une partie a été affranchie et mentionne que deux d'entre eux, Isabella et Anthony, ont donné naissance cinq ans après à leur fils William Tucker, la première personne noire née sur le sol de Virginie, en 1624. C'est pour « commémorer leur ancêtre William Tucker, né en 1624, soit cinq ans après le débarquement du  White Lion », qu'une cinquantaine de personnes se sont réunies en août 2019 à Jamestown.
Selon Karsonya Wise Whitehead, professeur de communication et d'histoire à la Loyola University Maryland, les connaissances manquent pour affirmer que c'est le début de l'esclavage aux États-Unis. Les historiens sont cependant d'accord pour rappeler que les engagés n'étaient eux-mêmes pas libres et que les Noirs n'avaient, eux, pas choisi leur statut.

### Dernières années (1624-1699)
En 1624, le roi James révoqua la charte de la Virginia Company, et la Virginie devint une colonie royale. En dépit du revers, la colonie continua à s'accroître. Dix ans plus tard, en 1634, sous les ordres du roi Charles Ier, la colonie fut divisée pour former les huit comtés de Virginie d'une façon similaire à celle pratiquée en Angleterre. Jamestown était désormais située dans le comté de James City, qui est toujours à l'heure actuelle le plus vieux comté des États-Unis.
Une autre attaque indienne de grande ampleur eut lieu en 1644. En 1646, Opchanacanough fut capturé ; alors qu'il était en détention un garde anglais fit feu sur lui dans le dos - sans en avoir reçu l'ordre - et le tua, la confédération Powhatan commença ainsi à décliner. Le successeur d'Opchanacanough signa les premiers traités de paix entre les Anglais et les indiens Powhatans. Les traités demandaient aux Powhatans de payer un tribut annuel aux Anglais et de rester reclus dans des réserves.
Une génération plus tard, durant la révolte de Nathaniel Bacon en 1676, Jamestown fut brûlée.

## De nos jours

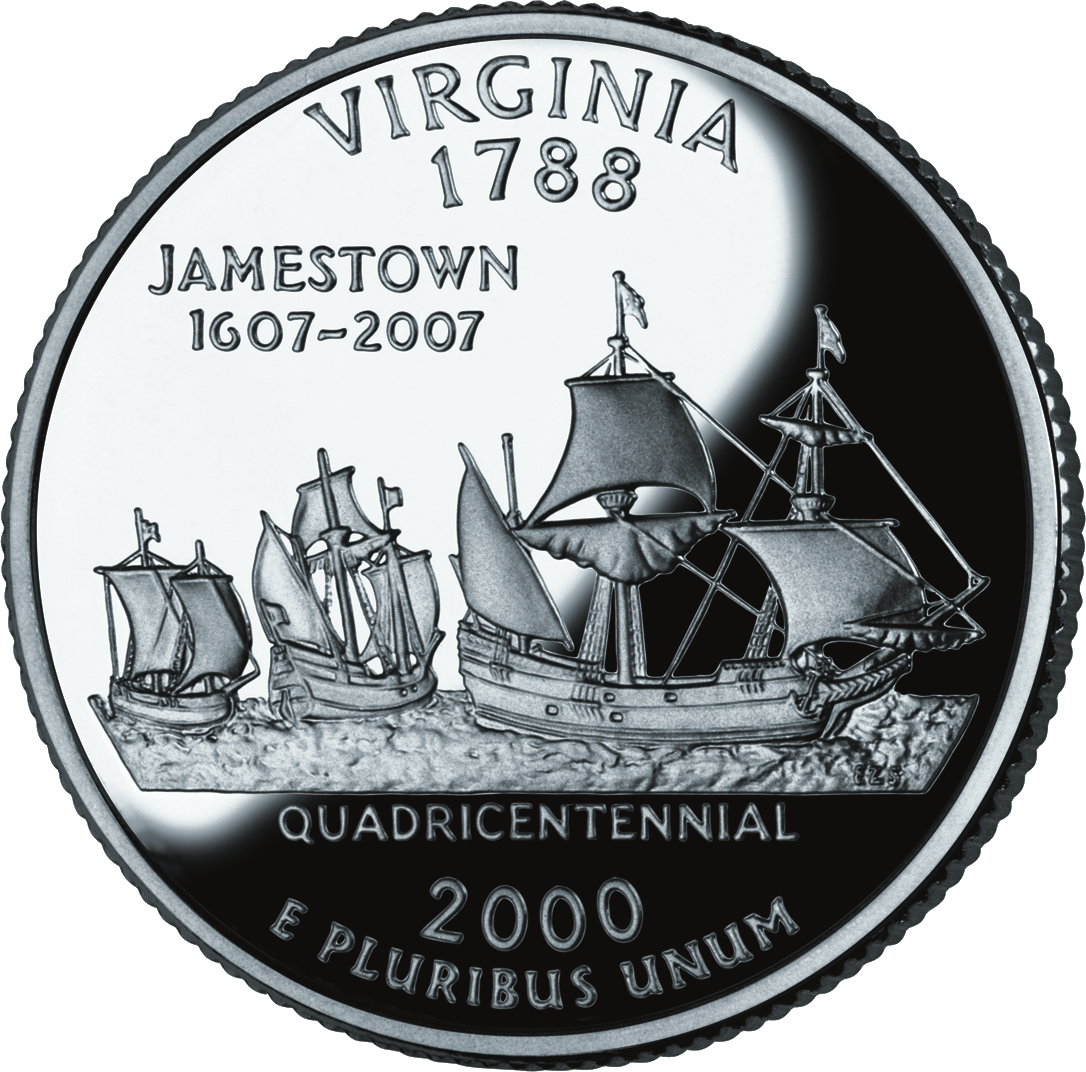
Pièce de monnaie commémorative.

- Église de Jamestown